# Bebop & Beyond
Bebop & Beyond war eine US-amerikanische Jazzband, die in den 1980er- und 1990er-Jahren bestand.

## Bandgeschichte
Die Formation Bebop & Beyond wurde als Repertoire-Ensemble ins Leben gerufen; musikalisch widmete sich die Band der Interpretation des Modern-Jazz--Kanons. Gleichzeitig war sie als eine gemeinnützige Musiker-Kooperative initiiert, in der auch Benny Carter, Jimmy Heath und Orrin Keepnews mitwirkten. Gegründet wurde sie 1983 von dem in San Francisco lebenden Saxophonisten Mel Martin. Auf Mel Martins erster Bebop-and-Beyond-Produktion, die er mit John Handy, Warren Gale, George Cables, Frank Tusa und Eddie Marshall aufgenommen hatte, fanden sich neben Eigenkompositionen der Bandmitglieder Tadd Damerons „On a Misty Night“ und die Thelonious-Monk-Nummern „Evidence“ und „Monk’s Mood“. An den folgenden Produktionen waren u. a. Gastsolisten wie Dizzy Gillespie, Joe Henderson und Howard Johnson beteiligt. Nach dem letzten Album in der Gründungsbesetzung Bebop & Beyond Plays Dizzy Gillespie (1991) stellte Martin Anfang der 2000er-Jahre ein neues Ensemble unter der alten Bandbezeichnung mit Gastsolisten wie Bobby Watson, Jack Walrath und Mike Longo zusammen und widmete sich in seinen Eigenkomposition u. a. der Musik Benny Carters.

## Diskographische Hinweise
- Bebop and Beyond (Concord Jazz, 1984)
- Plays Thelonious Monk (Blue Moon, 1990), mit Warren Gale, Howard Johnson, Joe Henderson, Mel Martin, George Cables, Randy Vincent, Jeff Chambers, Donald Bailey, Eddie Marshall
- Plays Dizzy Gillespie (Blue Moon, 1991), mit Dizzy Gillespie, Warren Gale, Mel Martin, George Cables, Jeff Chambers, John Santos, Donald Bailey, Vince Lateano, Randy Vincent
- Friends and Mentors (2003), mit Bobby Watson, Jack Walrath, George Cables, Mike Longo, Ray Drummond, Winard Harper, Billy Hart